# Joseph Edward Troy
Joseph Edward Troy (* 3. September 1931 in Chatham; † 12. März 2023 in Saint John) war ein kanadischer Geistlicher und römisch-katholischer Bischof von Saint John, New Brunswick.

## Leben
Joseph Edward Troy wuchs in Campbellton auf. 1951 erlangte er an der Saint Francis Xavier University in Antigonish einen Bachelor of Arts. Anschließend studierte Troy Philosophie an der Universität Löwen, an der er 1952 einen Bachelor und 1954 ein Lizenziat erwarb. 1955 folgte das Studium der Katholischen Theologie am Priesterseminar Holy Heart in Halifax. Am 28. Mai 1959 empfing er durch den Bischof von Bathurst, Camille-André LeBlanc, das Sakrament der Priesterweihe für das Bistum Bathurst.
Von 1959 bis 1963 lehrte Troy an der St. Thomas University in Chatham. Zudem wirkte er als Militärkaplan bei der Royal Canadian Air Force. Daneben wurde er 1962 an der Universität Löwen im Fach Philosophie promoviert. Ab 1963 war Troy ausschließlich als Militärkaplan bei den Kanadischen Streitkräfte tätig. Später leitete er zusätzlich die Verwaltung der kanadischen Militärseelsorge am Nationalen Verteidigungshauptquartier in Ottawa.
Papst Johannes Paul II. ernannte ihn am 1. März 1984 zum Koadjutorbischof von Saint John, New Brunswick. Die Bischofsweihe spendete ihm der Bischof von Saint John, New Brunswick, Arthur Joseph Gilbert, am 22. Mai desselben Jahres in der Kathedrale Immaculate Conception in Saint John; Mitkonsekratoren waren Edgar Godin, Bischof von Bathurst, und Francis John Spence, Erzbischof von Kingston und Bischof des Kanadischen Militärordinariates.
Joseph Edward Troy wurde am 2. April 1986 in Nachfolge von Arthur Joseph Gilbert, dessen Rücktrittsgesuch am selben Tag angenommen worden war, Bischof von Saint John, New Brunswick. Als Bischof war er darüber hinaus Kanzler und Vorsitzender des Präsidiums der nunmehr nach Fredericton verlegten St. Thomas University. Zudem vertrat er die Bischöfe der Provinz New Brunswick im Vorstand der New Brunswick Catholic Health Association und bei den Verhandlungen mit der Provinzregierung um eine neue Krankenhausgesetzgebung im Jahr 1992. Troy war überdies Kaplan der Kolumbusritter in New Brunswick.
In der Kanadischen Bischofskonferenz gehörte Troy der Kommission für die sozialen Kommunikationsmittel sowie der Ökumene- und der Theologiekommission an. Ferner fungierte er als stellvertretender Vorsitzender der Kommission für den Dialog mit der Anglikanischen Kirche von Kanada. Außerdem war er verantwortlich für das Apostleship of the Sea und vertrat die Kanadische Bischofskonferenz im Vorstand der Catholic Health Association of Canada.
Am 24. September 1997 nahm Papst Johannes Paul II. das von Joseph Edward Troy aus Gesundheitsgründen vorgebrachte Rücktrittsgesuch an. Troy starb im März 2023 im Rocmaura Nursing Home in Saint John, New Brunswick und wurde auf dem St. Thomas Aquinas Cemetery in Campbellton beigesetzt.